# 龐迪
龐迪，字仲由，延安人。金初军事人物。

## 传记
龐迪年少时分流倜儻，喜欢讀兵書，练習騎射，学习推算日月五星、六甲孤辰之术，无处施展才能。参军，隸属涇原路第三副將，破賊有功，授保義郎。曾率百餘騎穿行山谷，遇數千夏人，眾人都駭懼請求避开，迪于是躍馬冲陣，敵都溃败了，身受重伤，神色自若，全軍返还。自此出名，提拔為正將，代理發遣涇原路兵馬都監。
齊國建立，涇原路經略使張中孚推舉迪代理知懷德軍，兼沿邊安撫使。夏人合軍五萬逼近懷德城，迪開門等待，西夏军队不敢进入。于是以數千騎分門突出，打败了夏军，斬首五百級，獲得了很多軍資羊馬。又打败關師古军，提拔为知涇州。未到任，改知鎮戎軍、沿邊安撫使。不久代理淮南東路馬步軍副總管，總制沂、密、淮陽，兼代理知沂州。因为父亲去世而离职。不久丧期未满，任環慶路兵馬都鈐轄，代理知邠州。齊國廢，改華州防禦使。不久，发生兵变，龐迪被抓进山。不久賊眾后悔说：「公当政以来都很好，怎么能受到劫持这种屈辱」于是就放了他，又再領州事。
天眷元年（1138年），授永興軍路兵馬都總管兼知京兆府，调任臨洮尹，兼熙秦路兵馬都總管。陝右大饥荒，流亡的人到处都是，迪開渠溉田，流民得到了食物，居民借助他的力量，各得其所，郡人立碑紀其政績。新官制施行，吏部以武功大夫、博州團練使特授他为定遠大將軍。皇统七年，授慶陽尹。经过三考都没有更换，以治政第一聞名，朝廷下詔書褒美，西人以他为榮。正隆元年，遷鳳翔尹，多次上章请求辞官，不准許。
完颜亮南伐，征税聚斂又多又急，官吏趁机做坏事，富者用賄以免罪，貧者破產越来越困难。迪悉召民使共議增減税赋的事，不加威督而税赋工役平均，人们很高兴。正隆五年，改任汾陽軍節度使。大定初，又任臨洮尹，遷南京路都轉運使，以省事惜費，安靜為政，河南稱赞他。移任絳陽軍節度使。死在任上，年七十岁。

## 轶事
迪性純孝，父病，醫藥无效，迪仰天泣禱，割大腿肉作羹，父亲因此痊愈。兄弟们分家財，迪全部让给了他们，一無所取。恩廕的官爵，首先让给諸侄。病重，沐浴后穿上朝服而去世。